# 余宛如
余宛如（1980年6月11日—），中華民國政治人物，民主進步黨籍，在台北出生長大，老家在屏東市崇蘭村，國立臺灣大學經濟系畢業、在英國倫敦大學與台大各取得碩士學位，獲選IVLP美國國務院國際領袖訪問學者、史丹佛大學訪問學者。臺灣公平貿易推廣者，創辦社會企業生態綠。曾任桃園市政府資訊科技局局長、立法委員。2012年曾參選臺北市第八選舉區立法委員失利，2016年以財經專業擔任第9屆民進黨全國不分區立委。2020年擔任總統蔡英文競逐連任時的臺北市競選總部副主委。其任職立法院期間關注新創事業、青年人才培育、金融科技、社會企業、地方創生與觀光新創、電子商務（數位經濟）、女性權利保障、跨國界文化交流（人才循環）等議題。

## 早年
與丈夫徐文彥投身公平貿易運動，先從翻譯公平貿易文獻著手，並於2007年創立「生態綠」，成為臺灣第一家獲國際公平貿易組織認證的商家，為倡議「食物正義」及「倫理消費」，曾出版譯作「香蕉戰爭與公平貿易」、與著作「明日的餐桌」。於2017年推升台灣成為國際公平貿易組織的一員，並促成台北市成為華文世界第一個公平貿易城市。

## 從政

### 立法委員
余宛如代表綠黨在2012年立法委員選舉於臺北市第八選區參選，落選。
2015年11月，余宛如加入民進黨，並獲提名成為該黨第9屆「全國不分區」立法委員候選人，排名第8位，順利當選。
進入國會後，余宛如加入財政委員會，著力於青創、地方創生、社企、電商、數位經濟、金融科技（FinTech）等議題，也力推「公平經濟」；此外亦特別關注「職場平等」、女性權益等。
2016年7月，余宛如在立法院成立跨黨派國會外交組織「立法院數位經濟與社會經濟國會交流促進會」，推動台灣國會與各國國會之間的交流。
推動國家設立資訊長一職，統籌規劃國家資訊政策、推動數位轉型，余宛如在2016年11月推動資訊長四法修法，後因行政院、立法院支持人數不足而遭到擱置。
2017年，獲選為美國國務院「國際領袖計畫」（International Visitor Leadership Program, IVLP）訪問學者。
2017年3月24日，余宛如宣布成立「立法院數位國家促進會」，對行政院的「數位國家·創新經濟發展方案」，一方面監督政府政策，另一方面協助鬆綁不合宜的法規。
2018年6月22日，成立跨黨派「社會創新國會」，希望透過國會平台整合各方資源，促成社會創新規模化。
2018年7月6月，《公司法》完成17年來最大幅度的修法，余宛如大力推動第一條條文的修正方向，將企業社會責任納入法律條文，明示我國重視企業社會責任的重要性。
為了促進區塊鏈產業的良性發展，余宛如與亞太區塊鏈發展協會在2018年8月10日於立法院聯合發佈「虛擬通貨交易所會員自律公約」（Self-regulation guideline）。
2019年2月，余宛如受到美國史丹佛大學邀請赴美擔任訪問學者。

### 離開國會
2020年至2022年，擔任桃園市政府資訊科技局局長。
2023年2月，余宛如宣布投入桃園市第四選區立委選舉，未通過。後被排入民進黨不分區立委名單，亦未當選。
2024年，余宛如獲工研院旗下的創新工業技術移轉公司推選出任總經理。

## 選舉紀錄
| 年度 | 選舉屆數             | 選舉區                                 | 所屬政黨   | 得票數    | 得票率 | 當選標記 | 備註 |
| ---- | -------------------- | -------------------------------------- | ---------- | --------- | ------ | -------- | ---- |
| 2012 | 第八屆立法委員選舉   | 臺北市第八選舉區                       | 台灣綠黨   | 3,715     | 2.00%  |          |      |
| 2016 | 第九屆立法委員選舉   | 全國不分區及僑居國外國民立法委員選舉區 | 民主進步黨 | 5,370,953 | 44.06% |          |      |
| 2024 | 第十一屆立法委員選舉 | 全國不分區及僑居國外國民立法委員選舉區 | 民主進步黨 | 4,982,062 | 36.16% |          |      |

## 推動三讀通過法案
《稅捐稽徵法》修正案、《公司法》修正案、《統計法》修正案、《產業創新條例》修正案、《國民體育法》修正案、《貨物稅條例》修正案、《期貨交易法》修正案、《保險法》修正案、《信託業法》修正案、《資通安全法》、《金融科技創新實驗條例》、《外國專業人才延攬及僱用法》、《所得稅學前兒童扣除額》、《無人載具科技創新實驗條例草案》等。

## 爭議
2016年3月3日新任立委報到的第一天，余宛如即提議修改《立法院議場規則》，開放立委與部會首長帶家中3歲以下嬰幼兒進入議場開會，由公部門帶頭鼓勵企業建立親善嬰幼兒環境，讓職場父母能無後顧之憂，後因在網路上引起爭議、立法院已配有育嬰哺乳室，雖然最終沒有修改成功，但總統蔡英文在臉書上聲援此提議，後續也促成立法院成立托育中心，促成更加友善的職場環境。
2017年11月22日，余宛如在財政委員會中提議千元以下消費免開發票，引發民眾反彈，稱剝奪兌獎的「小確幸」，且會影響公益團體兌獎收入，財政部部長許虞哲亦憂心會有租稅公平性問題。但余宛如辦公室幕僚稍後澄清，委員提議僅是建議對千元以下消費「免開紙本實體發票」、改用電子發票，中獎機會仍在，商家也還是要繳營業稅。至於改用電子發票的目的在於減少紙張浪費、 讓民眾兌獎更加方便，也可促進台灣電子支付發展。
2019年3月17日鴻海集團董事長郭台銘和高雄市長韓國瑜簽訂合作備忘錄，承諾一年要採購1000萬公斤的水產及農產品，隔天便向高雄農會下定600箱芭樂。3月22日，余宛如於臉書發文「郭董是幫農民還是害農民？」及「鴻海吃掉芭樂，但能把全台農產品都吃掉嗎？期待郭董對全球農產消費市場的觀察能力」等兩篇文章，表示郭台銘親自叫賣、協助高雄燕巢農民於1小時內賣光600箱芭樂的行動雖然可佩，但事實上是行補貼之實，比起補貼鴻海有更多方法能幫助農民建立完整的產銷模式，增加產品的競爭力，更能幫助台灣農民在全球化的市場存活。而隔日郭台銘隨即回應「台灣農業唯快不破，僅有六快只能發小財，六流＋六快，才能發大財」(六流：「訊流、技術流、金流、人流、物流、過程流」六快：「快檢驗，快出貨，快物流，快到貨，快銷售，快回饋」)，並表示他平常百萬、千萬或上億捐款，無需拿15萬賣芭樂的盈餘讓大家對他歌功頌德，只是想讓種芭樂的辛苦農民們受到肯定，讓他們知道芭樂其實很受歡迎，這種單純的幸福，不需要太進步的思惟。後續此事件也引發不少網友討論台灣農業的困境與改善方法。

## 立法院會期成果報告
1. 第一會期成果報告：http://yuwanju.wixsite.com/self-evaluation-1 （页面存档备份，存于）
2. 第二會期成果報告：http://yuwanju.wixsite.com/self-evaluation-2 （页面存档备份，存于）
3. 第三會期成果報告：http://yuwanju.wixsite.com/self-evaluation-3 （页面存档备份，存于）
4. 第四會期成果報告：http://uns.ee/5C4HT （页面存档备份，存于）
5. 第五會期成果報告：https://report.yuwanju.cc/9-5/ （页面存档备份，存于）
6. 第六會期成果報告：https://report.yuwanju.cc/9-6/ （页面存档备份，存于）
7. 第七會期成果報告：https://report.yuwanju.cc/9-7/ （页面存档备份，存于）

## 獲獎紀錄
1. 青輔會青舵獎國際參與組決選入圍
2. 2008年全球華文部落格大獎最佳企業組織獎
3. 第1屆「學學文創」綠色時尚行動類創意獎
4. 經濟部「中小企業處」第八屆新創事業獎銀質獎
5. 2015年中時開卷好書最佳生活書獎
6. 口袋國會第9屆第4會期獲選為113位立法委員中，僅6位的「優質立委」[37]
7. 提出「揭弊者保護法草案」、「境外資金匯回管理運用及課稅條例草案」、「新經濟移民法草案」...等法律主題案，榮獲公民監督國會聯盟第9屆第7會期優秀立委[38]  （页面存档备份，存于）
8. 口袋國會第9屆國會評鑑，獲選為11位「全院表現優質立委」中的其中一名[39]
9. 台復新創會新創推手獎

## 外部連結
- 余宛如的Facebook專頁
- 余宛如的Instagram帳戶
- 部落格 （页面存档备份，存于）
- 關鍵評論網專欄 （页面存档备份，存于）